# Leiosauridae
 Leiosauridae este o familie de șopârle.